# Forças Armadas Cabo Verdeanas

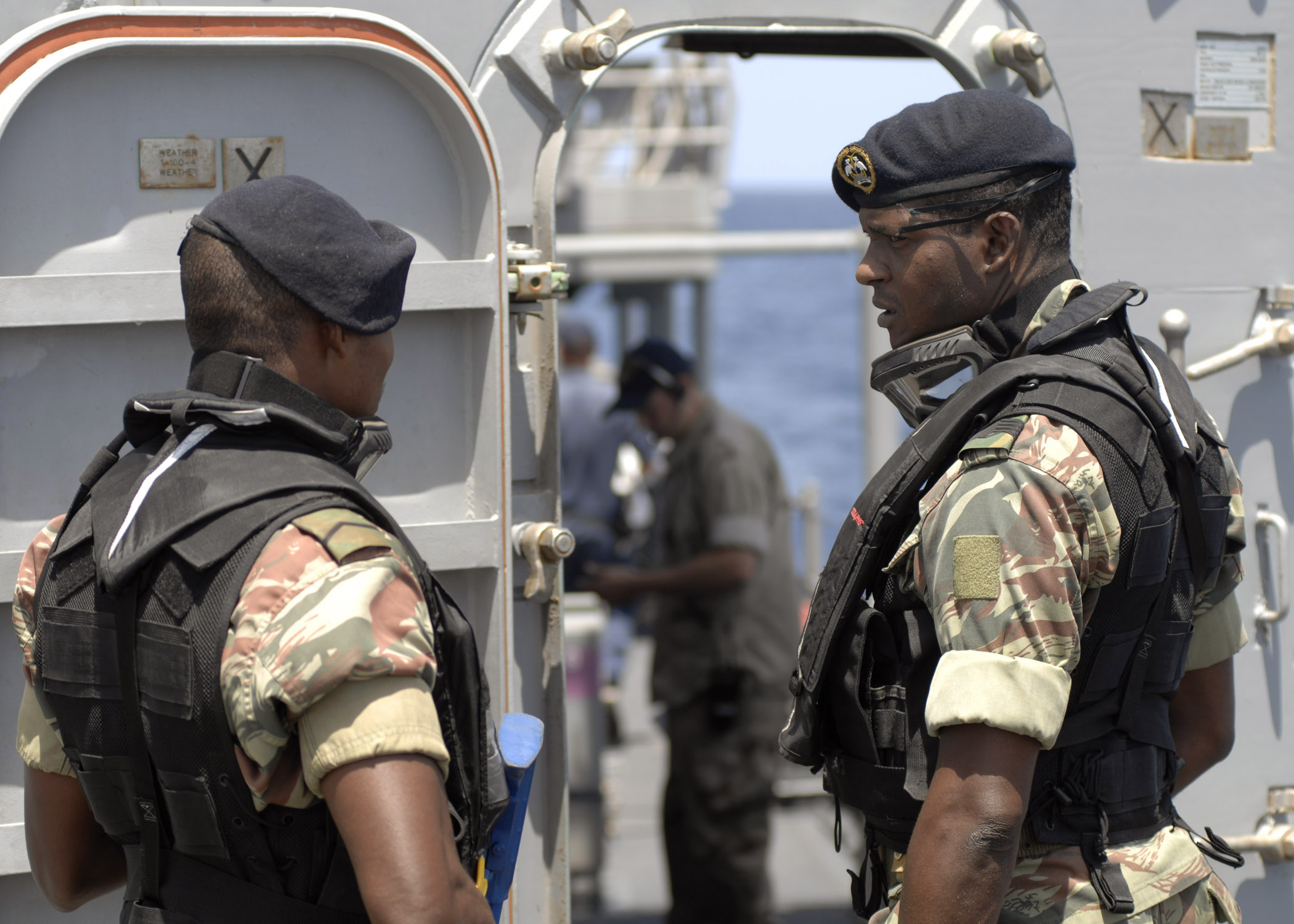
Marines capoverdiani.

Le Forze Armate Capoverdiane (Forças Armadas Cabo Verdeanas) o FACV sono le forze armate di Capo Verde. Esse comprendono due rami, la Guardia Nazionale e la Guardia Costiera.

## Storia
Prima del 1975, Capo Verde era una provincia d'oltremare del Portogallo, avendo una piccola guarnigione militare portoghese. Questa includeva sia soldati capoverdiani che soldati portoghesi europei.
Allo stesso tempo, alcuni capoverdiani stavano servendo nelle Forze Armate Rivoluzionarie Popolari (FARP), l'organizzazione militare del partito PAIGC che lottava per l'indipendenza congiunta della Guinea e di Capo Verde nella Guerra d'indipendenza della Guinea-Bissau. Le FARP divennero le forze armate nazionali della Guinea-Bissau quando la sua indipendenza venne riconosciuta dal Portogallo nel 1974.
Le Forze Armate di Capo Verde vennero create quando il paese ottenne l'indipendenza nel 1975, pur essendo ufficialmente designate come Forze armate rivoluzionarie del popolo (Forcas armate rivoluzionarie do Povo) o FARP . Le FARP capoverdiane erano composte da due rami indipendenti, l'Esercito (Exército) e la Guardia Costiera (Guarda Costeira).
Nei primi anni '90 la denominazione "FARP" venne eliminata e l'esercito di Capo Verde iniziò ad essere designato come le Forze Armate Capoverdiane (Forças Armadas Cabo Verdeanas) o FACV.
Nel 2007 le FACV avviarono una profonda riorganizzazione, che includeva la trasformazione dell'Esercito in Guardia Nazionale (Guarda Nacional).
Insieme alla Polizia capoverdiana, le FACV realizzarono l'Operazione Flying Launch (Operação Lancha Voadora), vasto e riuscito intervento contro un gruppo di trafficanti di droga che contrabbandava cocaina dalla Colombia ai Paesi Bassi e alla Germania e che usava Capo Verde come punto di smistamento. L'intera operazione durò più di tre anni, rimanendo segreta nel corso dei primi due anni e finendo nel 2010.
Anche se si trova in Africa, Capo Verde ha sempre avuto stretti rapporti con l'Europa. Per questo, diversi pareri sostengono che Capo Verde possa entrare nell'Organizzazione per la sicurezza e la cooperazione in Europa e nella NATO.

## Struttura

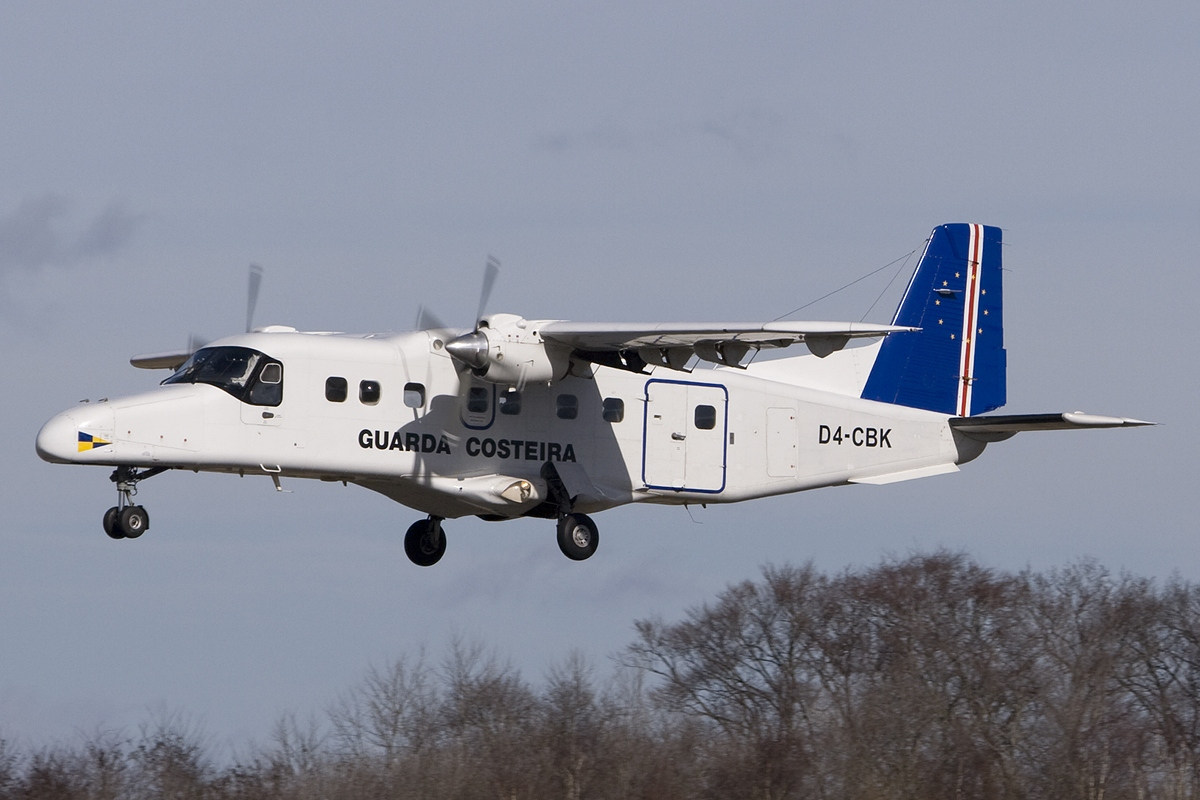
Dornier 228 della Guardia Costiera capoverdense.

Le Forze Armate Capoverdiane fanno parte del Ministero della Difesa Nazionale di Capo Verde e comprendono:
- i corpi di comando militare:
  - Capo di Stato Maggiore delle Forze Armate (CEMFA),
  - Ufficio del CEMFA,
  - Stato Maggiore delle Forze Armate (EMFA),
  - Comando del Personale,
  - Comando Logistico;
- la Guardia Nazionale;
- la Guardia Costiera.

Il CEMFA è un colonnello, essendo il più alto grado di ufficiale delle Forze Armate.

### Guardia Nazionale

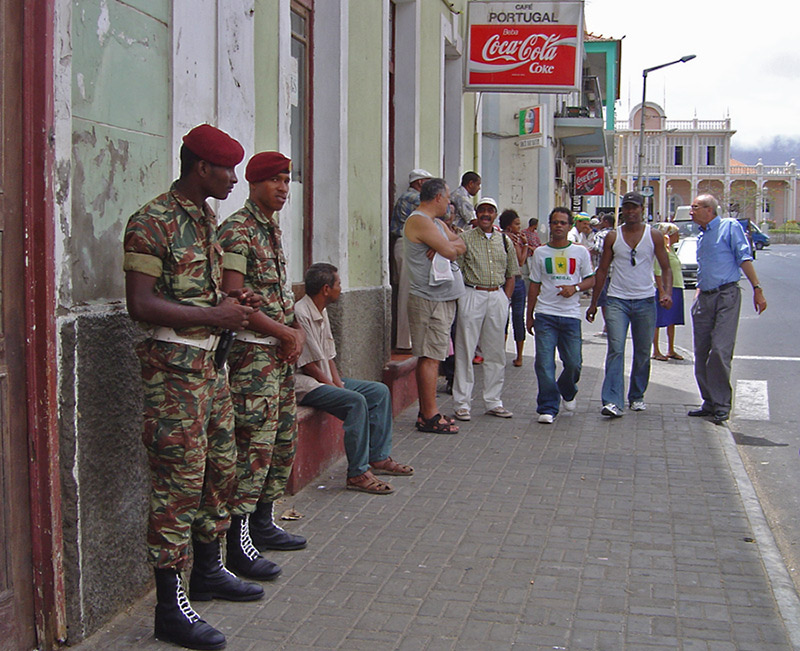
Polizia Militare a Mindelo

La Guardia Nazionale ( Guarda National) è il ramo principale delle Forze Armate Capoverdiane per la difesa militare del paese, essendo responsabile dell'esecuzione delle operazioni terrestri e di ambiente marino e del supporto della sicurezza interna. Include:
- Comandi territoriali:
  - Comando 1ª Regione Militare,
  - Comando 2ª Regione Militare,
  - Comando 3ª Regione Militare;
- Corpi:
  - Corpo della Polizia Militare,
  - Corpo dei Marines,
  - Corpo d'Artiglieria.

Non c'è un comando generale della Guardia Nazionale. Ogni comando di regione militare è guidato da un tenente colonnello alle dirette dipendenze del Capo di Stato Maggiore delle Forze Armate e comprende le unità dei tre corpi.

### Guardia Costiera

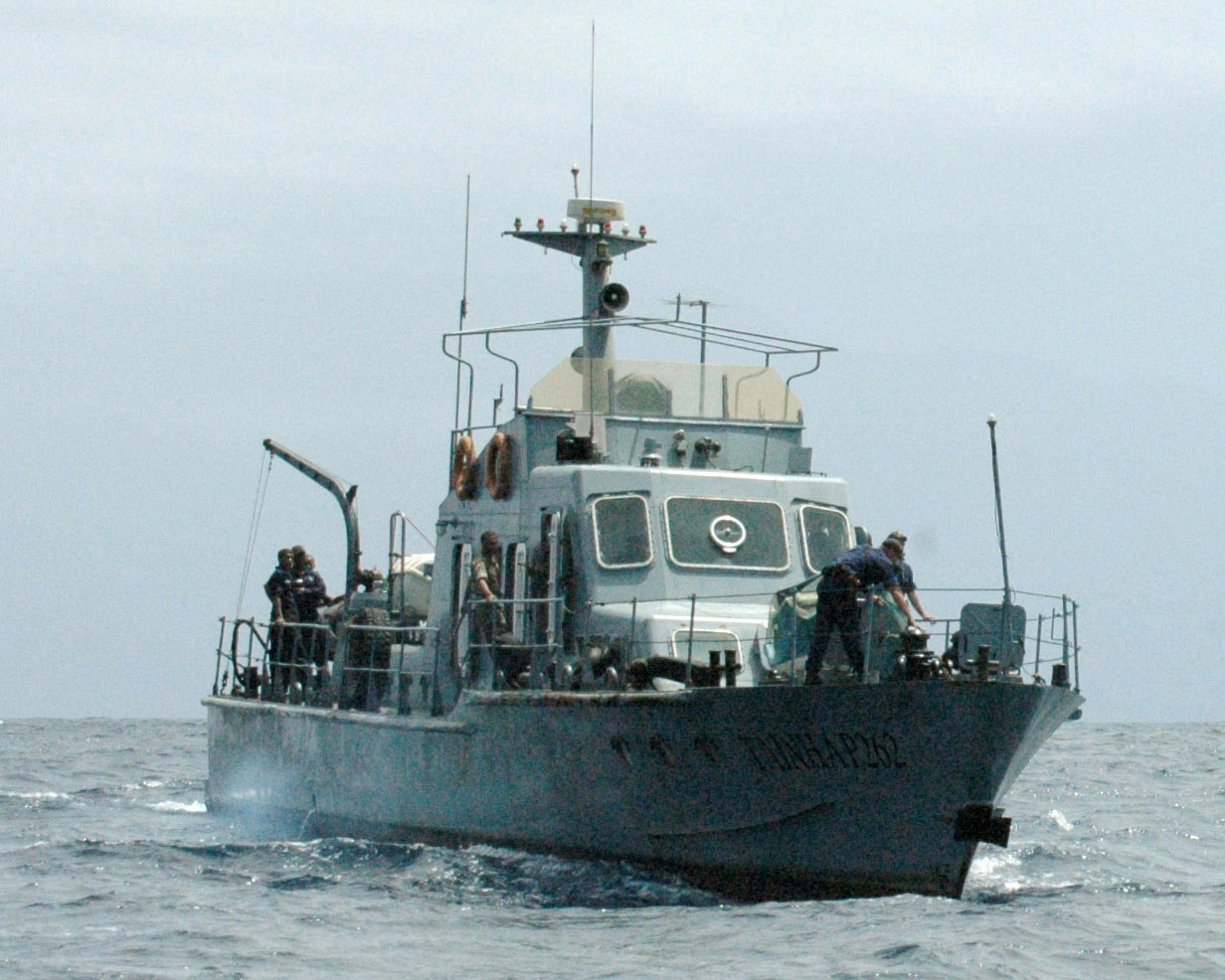
Motovedetta della Guardia Costiera Tainha (P 262).

La Guardia Costiera ( Guarda Costeira ) è il ramo delle Forze Armate Capoverdiane responsabile della difesa e la tutela degli interessi economici del paese in mare sotto la giurisdizione nazionale e della fornitura di aerei e supporto navale alle operazioni terrestri e anfibie. Include:
- Comando Guardia Costiera
- Centro Operazioni Sicurezza Marittima (COSMAR)
- Squadrone Navale
- Squadrone Aereo

La Guardia Costiera è diretta da un ufficiale con il grado di tenente colonnello. Gli Squadroni aereo e navale incorporano, rispettivamente, tutte le navi e gli aerei delle Forze Armate Capoverdiane.

## Gradi militari
Le insegne dei gradi militari degli ufficiali della Guardia Nazionale e della Guardia Costiera
| Gruppo gradi                  | Ufficiali generali/di bandiera | Ufficiali generali/di bandiera | Ufficiali generali/di bandiera | Ufficiali generali/di bandiera | Ufficiali generali/di bandiera | Ufficiali generali/di bandiera | Ufficiali generali/di bandiera | Ufficiali generali/di bandiera | Ufficiali generali/di bandiera | Ufficiali generali/di bandiera | Ufficiali da campagna/senior | Ufficiali da campagna/senior | Ufficiali da campagna/senior | Ufficiali da campagna/senior | Ufficiali da campagna/senior | Ufficiali da campagna/senior | Ufficiali junior    | Ufficiali junior    | Ufficiali junior    | Ufficiali junior    | Ufficiali junior    | Ufficiali junior    | Ufficiali junior    | Ufficiali junior    | Allievo ufficiale   | Allievo ufficiale | Allievo ufficiale | Allievo ufficiale | Allievo ufficiale | Allievo ufficiale | Allievo ufficiale | Allievo ufficiale | Allievo ufficiale | Allievo ufficiale | Allievo ufficiale | Allievo ufficiale |
| ----------------------------- | ------------------------------ | ------------------------------ | ------------------------------ | ------------------------------ | ------------------------------ | ------------------------------ | ------------------------------ | ------------------------------ | ------------------------------ | ------------------------------ | ---------------------------- | ---------------------------- | ---------------------------- | ---------------------------- | ---------------------------- | ---------------------------- | ------------------- | ------------------- | ------------------- | ------------------- | ------------------- | ------------------- | ------------------- | ------------------- | ------------------- | ----------------- | ----------------- | ----------------- | ----------------- | ----------------- | ----------------- | ----------------- | ----------------- | ----------------- | ----------------- | ----------------- |
| Guardia Nazionale Capoverdana |                                |                                |                                |                                |                                |                                |                                |                                |                                |                                |                              |                              |                              |                              |                              |                              |                     |                     |                     |                     |                     |                     |                     |                     |                     |                   |                   |                   |                   |                   |                   |                   |                   |                   |                   |                   |
| Major-general                 | Major-general                  | Brigadeiro                     | Brigadeiro                     | Coronel                        | Coronel                        | Tenente-coronel                | Tenente-coronel                | Major                          | Major                          | Capitão                        | Capitão                      | Primeiro tenente             | Primeiro tenente             | Tenente                      | Tenente                      | Subtenente                   | Subtenente          | Aspirante           | Aspirante           | Aspirante           | Aspirante           | Aspirante           | Aspirante           | Aspirante           | Aspirante           | Aspirante         | Aspirante         | Aspirante         | Aspirante         |                   |                   |                   |                   |                   |                   |                   |
| Guardia Costiera Capoverdana  |                                |                                |                                |                                |                                |                                |                                |                                |                                |                                |                              |                              |                              |                              |                              |                              |                     |                     |                     |                     |                     |                     |                     |                     |                     |                   |                   |                   |                   |                   |                   |                   |                   |                   |                   |                   |
| Capitão–de–mar                | Capitão–de–mar                 | Capitão–de–navio               | Capitão–de–navio               | Capitão-de–patrulha            | Capitão-de–patrulha            | Capitão-tenente                | Capitão-tenente                | Primeiro-tenente               | Primeiro-tenente               | Tenente                        | Tenente                      | Guarda-marinha               | Guarda-marinha               | Aspirante à oficial          | Aspirante à oficial          | Aspirante à oficial          | Aspirante à oficial | Aspirante à oficial | Aspirante à oficial | Aspirante à oficial | Aspirante à oficial | Aspirante à oficial | Aspirante à oficial | Aspirante à oficial | Aspirante à oficial |                   |                   |                   |                   |                   |                   |                   |                   |                   |                   |                   |

Le insegne di grado dei sottufficiali della Guardia Nazionale e della Guardia Costiera.
| Gruppo gradi                  | Sottufficiali senior | Sottufficiali senior | Sottufficiali senior | Sottufficiali senior | Sottufficiali senior | Sottufficiali senior | Sottufficiali senior | Sottufficiali senior | Sottufficiali senior | Sottufficiali senior | Sottufficiali senior | Sottufficiali senior | Sottufficiali senior | Sottufficiali senior | Sottufficiali senior | Sottufficiali senior | Sottufficiali senior | Sottufficiali senior | Sottufficiali senior | Sottufficiali senior | Sottufficiali senior         | Sottufficiali senior         | Sottufficiali junior | Sottufficiali junior | Sottufficiali junior | Sottufficiali junior | Sottufficiali junior | Sottufficiali junior | Arruolati     | Arruolati     | Arruolati     | Arruolati    | Arruolati    | Arruolati    | Arruolati                | Arruolati   |
| ----------------------------- | -------------------- | -------------------- | -------------------- | -------------------- | -------------------- | -------------------- | -------------------- | -------------------- | -------------------- | -------------------- | -------------------- | -------------------- | -------------------- | -------------------- | -------------------- | -------------------- | -------------------- | -------------------- | -------------------- | -------------------- | ---------------------------- | ---------------------------- | -------------------- | -------------------- | -------------------- | -------------------- | -------------------- | -------------------- | ------------- | ------------- | ------------- | ------------ | ------------ | ------------ | ------------------------ | ----------- |
| Guardia Nazionale Capoverdana |                      |                      |                      |                      |                      |                      |                      |                      |                      |                      |                      |                      |                      |                      |                      |                      |                      |                      |                      |                      |                              |                              |                      |                      |                      |                      |                      |                      |               |               |               |              |              |              |                          | No insignia |
| Guardia Nazionale Capoverdana | Sargento-mor         | Sargento-mor         | Sargento-mor         | Sargento-mor         | Sargento-mor         | Sargento-mor         | Sargento-chefe       | Sargento-chefe       | Sargento-principal   | Sargento-principal   | Primeiro-sargento    | Primeiro-sargento    | Primeiro-sargento    | Primeiro-sargento    | Primeiro-sargento    | Primeiro-sargento    | Segundo-sargento     | Segundo-sargento     | Sargento             | Furriel              | Instruendo curso de sargento | Instruendo curso de sargento | Cabo-principal       | Cabo-principal       | Cabo de Secção       | Cabo de Secção       | Cabo-adjunto         | Cabo-adjunto         | Primeiro-cabo | Primeiro-cabo | Primeiro-cabo | Segundo-cabo | Segundo-cabo | Segundo-cabo | Instruendo curso de cabo | Soldado     |
| Guardia Costiera Capoverdana  |                      |                      |                      |                      |                      |                      |                      |                      |                      |                      |                      |                      |                      |                      |                      |                      |                      |                      |                      |                      |                              |                              |                      |                      |                      |                      |                      |                      |               |               |               |              |              |              |                          |             |
| Sargento-mor                  | Sargento-mor         | Sargento-mor         | Sargento-mor         | Sargento-mor         | Sargento-mor         | Sargento-chefe       | Sargento-chefe       | Sargento-principal   | Sargento-principal   | Primeiro-sargento    | Primeiro-sargento    | Primeiro-sargento    | Primeiro-sargento    | Primeiro-sargento    | Primeiro-sargento    | Segundo-sargento     | Segundo-sargento     | Furriel              | Furriel              | Segundo-furriel      | Segundo-furriel              | Cabo-principal               | Cabo-principal       | Cabo de Secção       | Cabo de Secção       | Cabo-adjunto         | Cabo-adjunto         | Primeiro-cabo        | Primeiro-cabo | Primeiro-cabo | Segundo-cabo  | Segundo-cabo | Segundo-cabo |              |                          |             |

## Equipaggiamento

### Armi leggere
- AKM
- RPD
- RPG-7
- MG3
- M16 (fucile d'assalto)
- AK-47
- Heckler & Koch G3
- RPK
- PK
- SKS
- SVD
- Makarov PM

### Mezzi corazzati
- Alcuni MBT T-54\5 100mm [senza fonte]– manutenzione sconosciuta
- 10 BRDM-2[5]

### Artiglieria
- 6 120-PM-43[5]
- 12 75MM
- 12 76MM
- 12 82MM

### Antiaerea
- 18ZPU-1[5]
- ZU-23-2[5]
- 50 SA-7

### Aerei
L'esercito capoverdiano usava avere un proprio braccio aereo; dopo l'addestramento del personale ricevuto dall'URSS nel 1982, vennero consegnati tre aeromobili Antonov An-26 a Capo Verde - questi erano ritenuti essere gli unici aerei militari posseduti dalla nazione. Tuttavia questi tre aerei vennero completati nel 1991 da velivoli leggeri Dornier Do 228 attrezzati per l'uso da parte della Guardia Costiera, e, alla fine degli anni '90 un aereo EMB-110 dal Brasile, analogamente attrezzato per operazioni marittime. Il governo fu in trattative con la Cina per l'acquisizione di elicotteri multiruolo sia per uso militare che civile.
| Costruttore           | Modello                | Origine          | Tipo                      | Entrata in servizio | Numero | Note         |
| --------------------- | ---------------------- | ---------------- | ------------------------- | ------------------- | ------ | ------------ |
| Antonov               | Antonov An-26          | Unione Sovietica | Trasporto Tattico         | 1982                | 3      |              |
| EADS CASA             | Casa C-212 MPA         | Spagna           | Aereo Pattuglia Marittima | 2008                | 1      |              |
| Dornier Flugzeugwerke | Dornier Do 228         | Germania         | Uso marittimo             | 1991                | 1      | 2 consegnati |
| Embraer               | EMB-110                | Brasile          | Aereo di linea            | Fine anni '90       | 1      | –            |
| LET                   | LET L-410 Turbolet UVP | Rep. Ceca        | aereo da trasporto        | –                   | 1      | –            |
| Harbin                | Harbin Z-9             | Cina             | Utility                   | 2011                | 2      |              |

### Navi
- 1 motovedetta Kondor I – 360 tonnellate a pieno carico – commissionata nel 1970
- 1 motovedetta Peterson MK 4 – 22 tonnellate – commissionata nel 1993
- 1 altra motovedetta – 55 tonnellate